# Антисептики

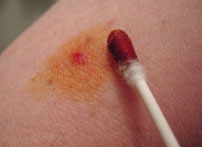
Антисептик — раствор йода, наносимый на рану

Антисе́птики (от греч. άντί «против» + σηπτικός «гноистый») — противогнилостные средства, предназначенные для предотвращения процессов разложения на поверхности открытых ран, например в ранах, образующихся после больших операций или ушибов, или для задержания уже начавшихся изменений в крови. Антисептики применяются для обработки рук хирургов и медицинского персонала перед контактом с пациентами.
Некоторые антисептики являются действительно гермицидными, способными уничтожать микробы, в то время как другие являются бактериостатическими и только предотвращают или подавляют их рост.
Антибактериальными препаратами являются антисептики, чья способность действовать против бактерий была доказана. Микробициды, которые разрушают вирусные частицы, принято называть противовирусными препаратами.

## Действие
Для роста бактерий необходимы питательная среда, влага, кислород (если бактерии являются аэробными), а также определённая минимальная температура. Эти условия были изучены благодаря опыту консервирования пищевых продуктов и древней практике бальзамирования умерших, для которой характерно самое раннее из известных систематическое использование антисептиков. Прежде, чем сформировалось понятие микробов, много внимания уделялось предотвращению гниения: определялось количество агента, который должен был быть использован, чтобы предотвратить образование гноя и гниение. Однако в связи с отсутствием развитого понимания микробной теории этот метод был неточным, и сегодня антисептики оценивают по их влиянию на чистые культуры определённых микробов и/или их вегетативные и споровые формы. В настоящее время водный раствор фенола определённой фиксированной силы используется в качестве стандарта, с которым сравниваются другие антисептики.

## Использование антисептиков в медицине
До появления современных антисептиков большое распространение имела «механическая антисептика» по принципу лат. Ubi pus — ibi es («видишь гной — выпусти его»).
Широкое распространение антисептических хирургических методов последовало после публикации работы Джозефа Листера «Антисептический принцип в хирургической практике» в 1867 году, вдохновленной «микробной теорией гниения» Луи Пастера. В 1865 году он, убедившись в антисептических свойствах карболовой кислоты, которую в 1860 году стал использовать парижский аптекарь Лемер, применил повязку с её раствором в лечении открытого перелома. В 1867 году вышла статья Листера «О новом способе лечения переломов и гнойников с замечаниями о причинах нагноения». В ней были изложены основы предлагаемого им антисептического метода. Листер вошёл в историю хирургии как основоположник антисептики, создав первый цельный многокомпонентный способ борьбы с инфекцией.
Метод Листера включал многослойную повязку (к ране прилегал слой шёлка, пропитанный 5 % раствором карболовой кислоты, поверх неё накладывали 8 слоёв марли, пропитанных тем же раствором с добавлением канифоли, всё это покрывалось прорезиненной тканью и фиксировалось бинтами, пропитанными карболовой кислотой), обработку рук, инструментов, перевязочного и шовного материала, операционного поля — 2—3 % раствором, стерилизация воздуха в операционной (с применением специального «шпрея» до и во время вмешательства).
В России задача внедрения антисептиков была осуществлена рядом выдающихся хирургов, среди которых — Н. В. Склифосовский, К. К. Рейер, С. П. Коломнин, П. П. Пелехин (автор первой статьи по вопросам антисептики в России), И. И. Бурцев (первый хирург в России, опубликовавший результаты собственного применения антисептического метода в 1870 году), Л. Л. Левшин, Н. И. Студенский, Н. А. Вельяминов, Н. И. Пирогов.
Листеровская антисептика, помимо сторонников, имела много ярых противников. Это было связано с тем, что карболовая кислота обладала выраженным токсическим и раздражающим действиями на ткани больного и руки хирурга (плюс распыление раствора карболовой кислоты в воздухе операционной), что заставляло усомниться некоторых хирургов в ценности данного метода.
Спустя 25 лет, на смену антисептического метода Листера пришёл новый метод — асептический. Результаты его применения оказались настолько впечатляющие, что появились призывы к отказу от антисептики и исключению антисептических средств из хирургической практики. Однако обойтись без них в хирургии оказалось невозможно.
Благодаря успехам химии для лечения гнойных ран и инфекционных процессов был предложен ряд новых антисептических средств, значительно менее токсичных для тканей и организма больного, чем карболовая кислота. Подобные же вещества стали использоваться для обработки хирургических инструментов и окружающих пациента предметов. Таким образом, постепенно, асептика тесно переплелась с антисептикой, сейчас без единства этих двух дисциплин хирургия просто немыслима.

### Некоторые распространённые антисептики
Спирты

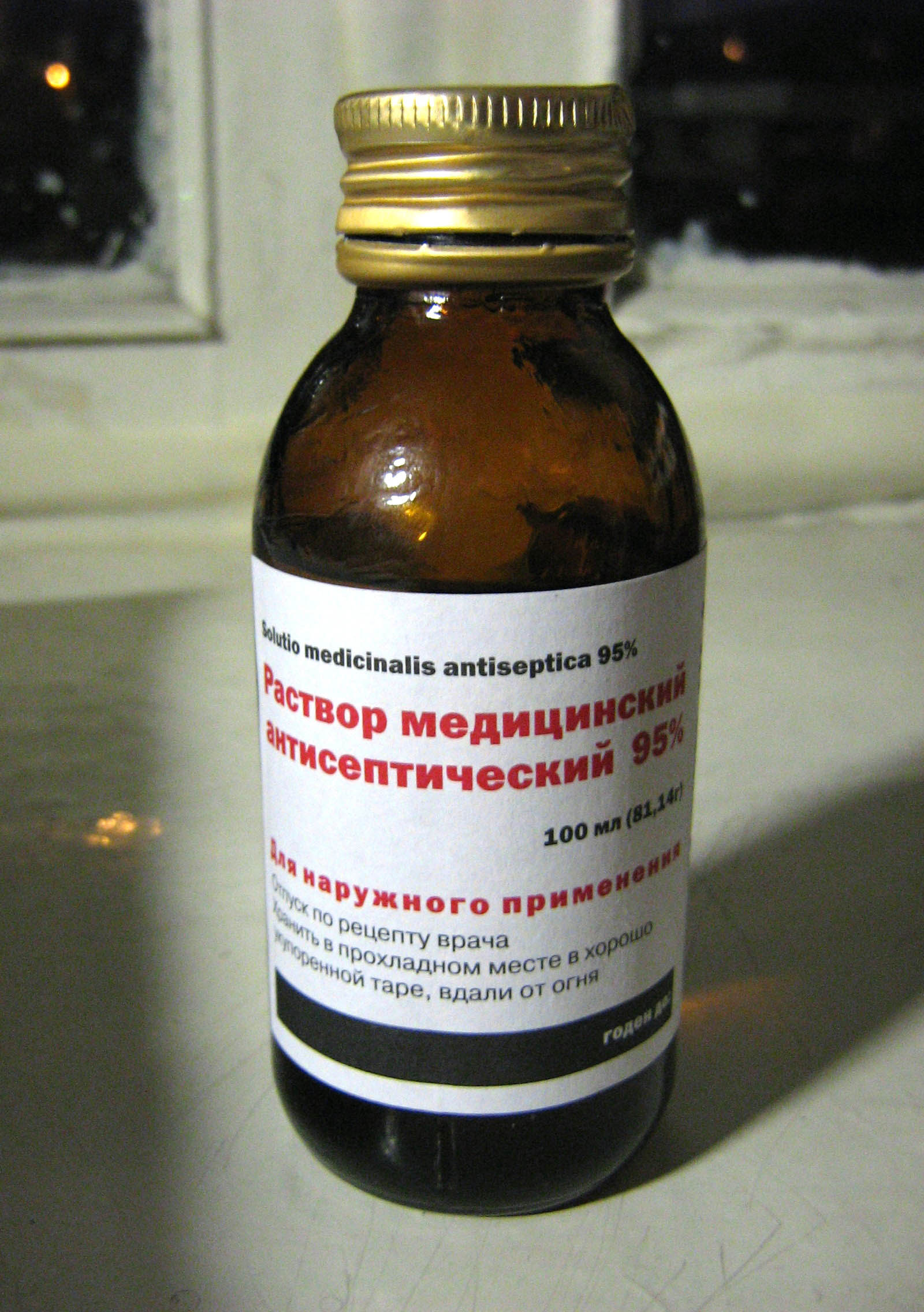
Этанол (95 %) — антисептик

К наиболее распространённым относятся этанол (60—90 %), пропиловый (60—70 %) и изопропиловый спирт (70—80 %), либо смеси этих спиртов. Спирты используют для дезинфекции кожи перед инъекциями, часто вместе с йодом (настойка йода) или некоторыми катионными поверхностно-активными веществами (бензалкония хлорид 0,05—0,5 %, хлоргексидин 0,2—4,0 % или октенидина дигидрохлорид 0,1—2,0 %).
Четвертичные аммониевые соединения
Также известны как ЧАС, включают такие химические вещества, как: бензалкония хлорид (BAC), цетилтриметиламмония бромид (CTMB), цетилпиридинхлорид (Cetrim, CPC), хлорид бензетония (БЗТ), мирамистин. Бензалкония хлорид используется в некоторых дезинфицирующих средствах для предоперационной обработки кожи (конц. 0,05—0,5 %) и в антисептических полотенцах.
Антимикробное действие ЧАС инактивируется анионными поверхностно-активными веществами, такими как мыло.
Триамины
Додецилдипропилен триамин (N,N-Bis(3-aminopropyl) dodecylamine, Triamine Y12D), являясь дезинфектантом для бактерий и микобактерий, имеет низкую токсичность для человека и сохраняет биоцидные свойства в среде с повышенной кислотностью.
Борная кислота
Используется в суппозиториях для лечения грибковых инфекций влагалища, и, как противовирусное средство, чтобы сократить продолжительность герпес-вирусной атаки. Также добавляется в состав кремов от ожогов. Кроме того, часто используется в растворе для глазных контактных линз.
Бриллиантовый зелёный
Триарилметановый краситель, до сих пор широко используется в виде 1 % раствора в этаноле в Восточной Европе и странах бывшего СССР для лечения небольших ран и нарывов. Эффективен против грамположительных бактерий.
Хлоргексидина глюконат
Производный от бигуанидина, используется в концентрации 0,5—4,0 % самостоятельно или в более низких концентрациях в комбинации с другими соединениями, такими как спирты. Используется, как антисептик для кожи и для лечения воспаления десен (гингивит). Эти катионные поверхностно-активные вещества похожи на ЧАС.
Пероксид водорода
Используется как 6 % раствор для очистки и дезодорации ран и язв. Более распространенные 3 % растворы перекиси водорода используются в быту для обработки царапин, и т. д. Однако, даже такая концентрация не рекомендуется для обычного ухода за раной, так как приводит к образованию рубцов и увеличению времени заживления. Отсутствуют доказательства заживляющего и обеззараживающего действия.
Раствор йода
Обычно используется в спиртовом растворе (так называемая «настойка йода») или в растворе Люголя в качестве пред- и послеоперационного антисептика. Не рекомендуется для дезинфекции небольших ран потому, что он вызывает образование рубцов ткани и увеличивает время заживления. Большим преимуществом йода является его широкий спектр антимикробной активности, он убивает все основные патогены и, при длительном воздействии, даже споры, которые считаются наиболее сложной формой микроорганизмов для инактивации дезинфицирующими средствами и антисептиками.
Меркурохром
Устаревший антисептик. Управление по контролю качества пищевых продуктов и лекарственных средств США (FDA) не считает его безопасным и эффективным из-за опасений по поводу содержания ртути. К устаревшим ртутьорганическим антисептикам относится и «бис-(фенилртути) моногидроборат» (Famosept).
Октенидина дигидрохлорид
Катионное поверхностно-активное вещество, обладающее антимикробной активностью в отношении широкого спектра микроорганизмов. Он похож по своему действию на четвертичные аммониевые соединения (ЧАС), но имеет более широкий спектр активности. Октенидин в настоящее время все чаще используется в континентальной Европе в качестве антисептика и препарат выбора (замены) ЧАС или хлоргексидина (в связи с их медленным действием и канцерогенными рисками примесей 4-хлоранилина) в водном или спиртовом растворе в концентрации 0,1—2,0 % на кожу, слизистые оболочки и раны. В водных растворах часто усиливается добавлением 2-феноксиэтанола.
Соединения фенола (карболовая кислота)
Используется для обработки рук медицинского персонала перед операцией. Также используется в виде порошка как антисептическая детская присыпка для пупка, когда он заживает. Фенол используется в жидкостях для полоскания рта и горла, имеет обезболивающий и антисептический эффект.
Полигексанид (полигексаметиленгуанидин бигуанидов, РНМВ)
Антимикробные соединения пригодны для клинического использования при инфицированных острых и хронических ран. Физико-химическое воздействие на бактериальную среду препятствует развитию устойчивых штаммов бактерий.

### Немедицинское применение антисептиков
Антисептики нашли применение в пищевой промышленности. В частности, многие консерванты основаны на антисептических свойствах, подавляющих развитие микрофлоры в законсервированных продуктах. Например, окись этилена используется для дезинфекции медицинской аппаратуры и инструментов, в первую очередь — чувствительных к нагреванию, например, одноразовых шприцев.
Лакокрасочные материалы с антисептическими свойствами применяются в строительстве для защиты материалов из дерева от сапрофитической микрофлоры.
Древесные антисептики помогают защитить древесину от гниения, плесени, синевы, насекомых, влаги, возгорания и горения, сохраняют свежеспиленную древесину на период транспортировки.
Антисептики входят в состав моющих средств, применяемых в быту, на предприятиях общественного питания, промышленных предприятиях и других учреждениях.
Антисептики для рук — дезинфицирующие средства для гигиены на основе спирта. Этот тип дезинфицирующего средства используется в быту и на производстве для предотвращения передачи патогенных микроорганизмов, а также для соблюдения элементарных правил гигиены рук в местах общественного пользования. Однако, чрезмерное использование антисептиков нарушает защитный кожный покров и может привести к попаданию инфекции в организм.
В период коронавируса, COVID-19, антисептики стали применяться повсеместно: в торговых центрах, кафе и других общественных местах. 

## Сопротивляемость микробов к антисептикам
При продолжительном воздействии антисептиков и антибиотиков бактерии могут эволюционировать до точки, когда они больше не страдают от этих веществ.
Различные антисептики отличаются тем, насколько они провоцируют бактерии развиваться, вырабатывая генетическую защиту от конкретных соединений. Приспособление также может зависеть от дозировки; сопротивление может происходить при низких дозах, но не при высоких, и устойчивость к одному соединению может иногда повышать устойчивость к другим.